# Mycteroperca venenosa
Mycteroperca venenosa is een straalvinnige vissensoort uit de familie van de zaag- of zeebaarzen (Serranidae). De wetenschappelijke naam is gepubliceerd in 1758 door Linnaeus in de tiende editie van Systema naturae.
De soort staat op de Rode Lijst van de IUCN als Gevoelig, beoordelingsjaar 2004. De omvang van de populatie is volgens de IUCN dalend.